# پارتیزان‌های یوگسلاوی
پارتیزان‌های یوگسلاوی، یا ارتش آزادیبخش ملی، رسماً ارتش آزادیبخش ملی و گروه‌های پارتیزانی یوگسلاوی، نیروهای مقاومت ضدفاشیسم به رهبری اتحادیه کمونیست‌های یوگسلاوی در برابر نیروهای محور (عمدتاً آلمان نازی) در یوگسلاوی اشغالی در طول جنگ جهانی دوم بودند. پارتیزان‌ها به رهبری یوسیپ بروز تیتو به عنوان موثرترین جنبش مقاومت اروپا علیه نیروهای محور در طول جنگ جهانی دوم در نظر گرفته می‌شوند.
پارتیزان‌ها که در ابتدا نیروهای جنگ چریکی بودند، در ادامه به یک نیروی رزمی بزرگ تبدیل شدند که به مرور وارد جنگ کلاسیک شدند، تعداد آنها در اواخر سال ۱۹۴۴ به حدود ۶۵۰۰۰۰ نفر رسید و در چهار ارتش میدانی و ۵۲ لشکر سازماندهی شدند. اهداف اصلی اعلام شده پارتیزان‌ها آزادسازی سرزمین‌های یوگسلاوی از نیروهای اشغالگر و ایجاد یک دولت سوسیالیستی فدرال و چند قومیتی در یوگسلاوی بود.
پارتیزان‌ها به ابتکار تیتو در پی تهاجم به یوگسلاوی در آوریل ۱۹۴۱ سازماندهی شدند و پس ازعملیات بارباروسا در ژوئن همان‌سال، مبارزات چریکی فعالی را علیه نیروهای اشغالگر آغاز کردند. در ماه ژوئیه یک قیام در صربستان به راه افتاد که بعداً چتنیک‌ها به رهبری دراژا میهایلوویچ به آن ملحق شدند که منجر به ایجاد جمهوری اوژیتسه شد. نیروهای محور در پاسخ به آنها یک سری حملات انجام داد اما نتوانست پارتیزان‌های بسیار متحرک و رهبری آن‌ها را به‌طور کامل نابود کند. در اواخر سال ۱۹۴۳، نیروهای متفقین حمایت خود را از میهایلوویچ به تیتو تغییر دادند، و پارتیزان‌ها در کنفرانس تهران به رسمیت شناخته شدند. در پاییز ۱۹۴۴، پارتیزان‌ها و ارتش سرخ شوروی پس از عملیات بلگراد، این شهر آزاد کردند. در پایان جنگ، پارتیزان‌ها کنترل کل کشور و همچنین تریسته و کرنتن را به دست گرفتند. همچنین پس از جنگ، پارتیزان‌ها در ارتش خلق یوگسلاوی در جمهوری فدرال سوسیالیستی یوگسلاوی که تازه تأسیس شده بود، سازماندهی شدند.

## نام
از این جنبش در طول جنگ پیوسته به عنوان «پارتیزان» یاد می‌شد. با این حال، به دلیل تغییرات مکرر در اندازه و سازماندهی مجدد ساختاری، پارتیزان‌ها در طول تاریخ خود چهار نام رسمی کامل داشتند:
- گروه‌های پارتیزانی آزادیبخش ملی یوگسلاوی (ژوئن ۱۹۴۱ - ژانویه ۱۹۴۲)
- پارتیزان آزادیبخش ملی و ارتش داوطلب یوگسلاوی (ژانویه - نوامبر ۱۹۴۲)
- ارتش آزادیبخش ملی و گروه‌های پارتیزانی یوگسلاوی (نوامبر ۱۹۴۲ - فوریه ۱۹۴۵).
- ارتش یوگسلاوی - در ۱ مارس ۱۹۴۵، ارتش آزادیبخش ملی به نیروهای مسلح منظم یوگسلاوی تبدیل شد و نام آن بر این اساس تغییر یافت.

اندکی قبل از پایان جنگ، در مارس ۱۹۴۵، تمامی نیروهای مقاومت به نیروهای مسلح منظم یوگسلاوی سازماندهی و به ارتش یوگسلاوی تغییر نام دادند. این نام تا سال ۱۹۵۱ رسمیت داشت و سرانجام به ارتش خلق یوگسلاوی تغییر نام داد.

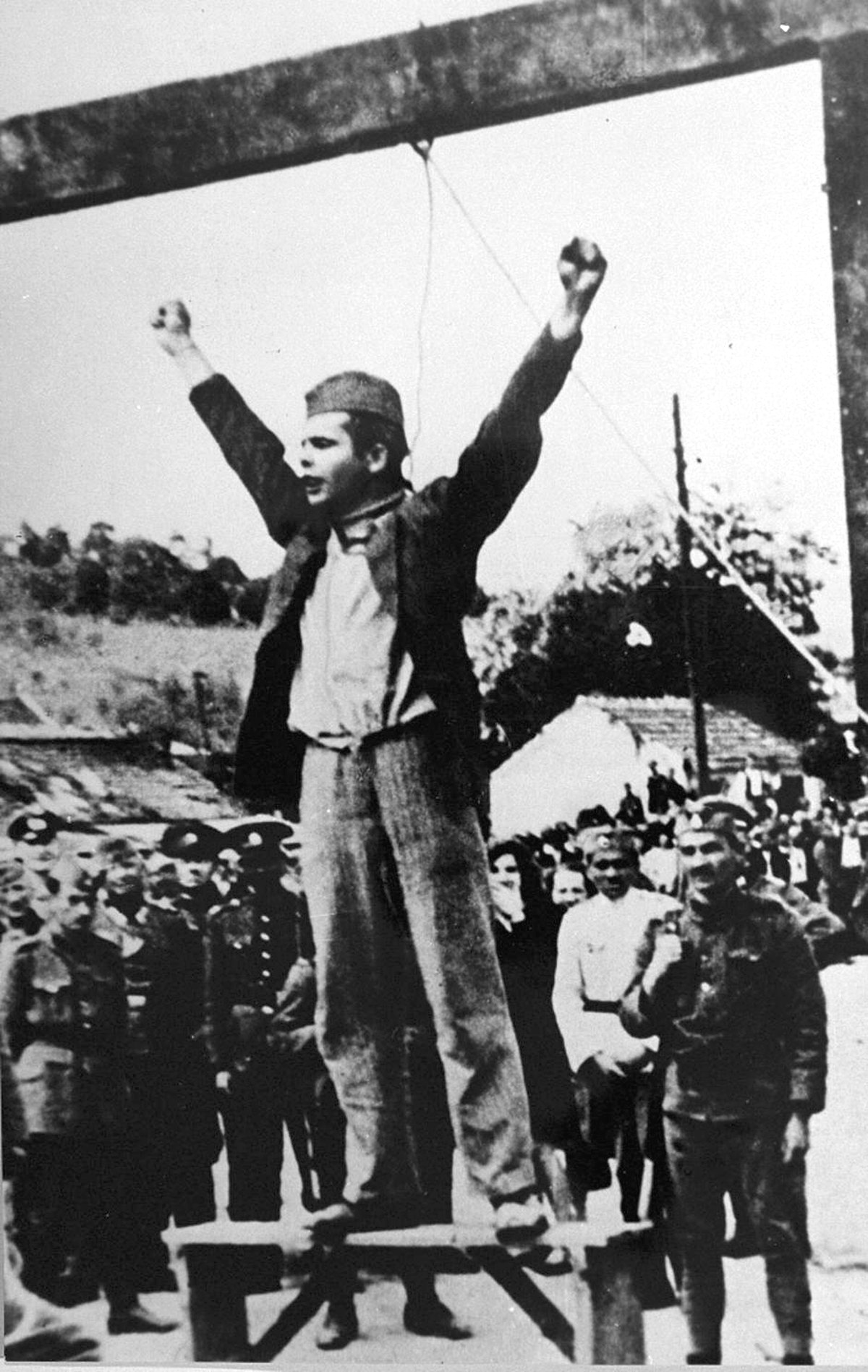
مبارز پارتیزان استیپان "استوو" فیلیپوویچ با فریاد " مرگ بر فاشیسم، آزادی بر مردم!" چند ثانیه قبل از اعدام او توسط یک واحد گارد دولتی صربستان در والیوو، یوگسلاوی اشغالی. این سخنان بعدها به شعار حزبی تبدیل شد.

## تعداد پارتیزان‌ها در مناطق یوگسلاوی
|                    | اواخر سال ۱۹۴۱ | اواخر سال ۱۹۴۲ | سپتامبر ۱۹۴۳ | اواخر سال ۱۹۴۳ | اواخر سال ۱۹۴۴ |
| ------------------ | -------------- | -------------- | ------------ | -------------- | -------------- |
| بوسنی و هرزگوین    | ۲۰۰۰۰          | ۶۰۰۰۰          | ۸۹۰۰۰        | ۱۰۸۰۰۰         | ۱۰۰۰۰۰         |
| کرواسی             | ۷۰۰۰           | ۴۸۰۰۰          | ۷۸۰۰۰        | ۱۲۲۰۰۰         | ۱۵۰۰۰۰         |
| صربستان (کوزوو)    | ۵۰۰۰           | ۶۰۰۰           | ۶۰۰۰         | ۷۰۰۰           | ۲۰۰۰۰          |
| مقدونیه            | ۱۰۰۰           | ۲۰۰۰           | ۱۰۰۰۰        | ۷۰۰۰           | ۶۶۰۰۰          |
| مونته‌نگرو          | ۲۲۰۰۰          | ۶۰۰۰           | ۱۰۰۰۰        | ۲۴۰۰۰          | ۳۰۰۰۰          |
| صربستان (مناسب)    | ۲۳۰۰۰          | ۸۰۰۰           | ۱۳۰۰۰        | ۲۲۰۰۰          | ۲۰۴۰۰۰         |
| اسلوونی            | ۲۰۰۰           | ۴۰۰۰           | ۶۰۰۰         | ۳۴۰۰۰          | ۳۸۰۰۰          |
| صربستان (وویودینا) | ۱۰۰۰           | ۱۰۰۰           | ۳۰۰۰         | ۵۰۰۰           | ۴۰۰۰۰          |
| جمع                | ۸۱۰۰۰          | ۱۳۵۰۰۰         | ۲۱۵۰۰۰       | ۳۲۹۰۰۰         | ۶۴۸۰۰۰         |

## تلفات
پارتیزان‌ها علیرغم موفقیت خود در طول جنگ متحمل تلفات سنگینی شدند. جدول، تلفات پارتیزان‌ها، طی ۷ ژوئیه ۱۹۴۱ تا ۱۶ مه ۱۹۴۵ را نشان می‌دهد: 
|                       | ۱۹۴۱  | ۱۹۴۲  | ۱۹۴۳   | ۱۹۴۴   | ۱۹۴۵   | جمع     |
| --------------------- | ----- | ----- | ------ | ------ | ------ | ------- |
| کشته شده              | ۱۸۸۹۶ | ۲۴۷۰۰ | ۴۸٬۳۷۸ | ۸۰٬۶۵۰ | ۷۲۹۲۵  | ۲۴۵٬۵۴۹ |
| مجروح در میدان جنگ    | ۲۹۳۰۰ | ۳۱۲۰۰ | ۶۱۷۳۰  | ۱۴۷۶۵۰ | ۱۳۰۰۰۰ | ۳۹۹٬۸۸۰ |
| کشته شده بر اثر جراحت | ۳٬۱۲۷ | ۴٬۱۹۴ | ۷٬۹۲۳  | ۸۰۶۶   | ۷۸۰۰   | ۳۱۲۰۰   |
| مفقود                 | ۳۸۰۰  | ۶۳۰۰  | ۵٬۴۲۳  | ۵۶۰۰   | ۷۸۰۰   | ۲۸۹۲۵   |

به گفته ایوو گلدشتاین، ۸۲۰۰۰ صرب و ۴۲۰۰۰ کروات به عنوان مبارزان پارتیزان کشته شدند.
به گفته ولادیمیر ددیجر، بیش از ۴۰۰۰۰ اثر شعر عامیانه از پارتیزان‌ها الهام گرفته شده‌است. 
1. ↑  Serbo-Croatian, Macedonian, Slovene: Partizani, Партизани

## یادداشت
1. ↑  Fisher, Sharon (2006). Political change in post-Communist Slovakia and Croatia: from nationalist to Europeanist. Palgrave Macmillan. p. 27. ISBN 978-1-4039-7286-6.
2. ↑  Jones, Howard (1997). A new kind of war: America's global strategy and the Truman Doctrine in Greece. Oxford University Press. p. 67. ISBN 978-0-19-511385-3.
3. ↑  Hupchick, Dennis P. (2004). The Balkans: from Constantinople to communism. Palgrave Macmillan. p. 374. ISBN 978-1-4039-6417-5.
4. ↑  Rosser, John Barkley; Marina V. Rosser (2004). Comparative economics in a transforming world economy. MIT Press. p. 397. ISBN 978-0-262-18234-8.
5. ↑  Chant, Christopher (1986). The encyclopedia of codenames of World War II. Routledge. p. 109. ISBN 978-0-7102-0718-0.
6. ↑  "Partisans: War in the Balkans 1941–1945". BBC. Archived from the original on 28 November 2011. Retrieved 19 November 2011.
7. ↑  «PROGLAS POKRAJINSKOG KOMITETA KPJ ZA SRBIJU». بایگانی‌شده از اصلی در ۳۱ مارس ۲۰۲۲. دریافت‌شده در ۱۲ مارس ۲۰۲۳.
8. ↑  «PROGLAS POKRAJINSKOG KOMITETA KPJ ZA VOJVODINU». بایگانی‌شده از اصلی در ۳۱ مارس ۲۰۲۲. دریافت‌شده در ۱۲ مارس ۲۰۲۳.
9. ↑  «PROGLAS OKRUŽNOG KOMITETA KPJ ZA KRAGUJEVAC». بایگانی‌شده از اصلی در ۱ آوریل ۲۰۲۲. دریافت‌شده در ۱۲ مارس ۲۰۲۳.
10. ↑  Adams, Simon (2005): The Balkans, Black Rabbit Books, شابک ‎۹۷۸۱۵۸۳۴۰۶۰۳۸, p. 1981
11. ↑  "Partisan | Yugoslavian military force". Encyclopedia Britannica (به انگلیسی). Retrieved 2021-03-26.
12. ↑  Griesser-Pečar, Tamara (2007). Razdvojeni narod: Slovenija 1941–1945: okupacija, kolaboracija, državljanska vojna, revolucija [Divided Nation: Slovenia 1941–1945: Occupation, Collaboration, Civil War, Revolution] (به اسلوونیایی). Mladinska knjiga. pp. 345–346. ISBN 978-961-01-0208-3.
13. ↑  Slovensko in italijansko odporniško gibanje – strukturna primerjava: diploma thesis [Slovene and Italian Resistance Movement – Structural Comparison: diploma thesis] (PDF) (به اسلوونیایی). Faculty of Social Sciences, University of Ljubljana. 2008. pp. 59–62. COBISS&nbsp;27504733. Archived from the original (PDF) on 19 June 2013. Retrieved 2 March 2012.
14. ↑  Guštin, Damijan. "Slovenia". European Resistance Archive. ERA Project. Archived from the original on 20 October 2013. Retrieved 2 March 2012.
15. ↑  Anić, Joksimović & Gutić 1982.
16. ↑  Bideleux, Robert; Jeffries, Ian (2017) The Balkans: A Post-Communist History p. 191; Routledge, شابک ‎۹۷۸−۱−۱۳۴۵۸−۳۲۸−۷
17. ↑  Dedijer 1980.